# Barren Earth
Barren Earth — финская группа, играющая прогрессивный мелодичный дэт/дум метал. Основана осенью 2007 года. В 2010 году победила на Finnish Metal Awards в категории «новичок года».

## История группы
Группа состоит из бывших участников таких известных музыкальных коллективов как Swallow the Sun, Kreator, Moonsorrow и Amorphis.
В августе 2009 года заключили контракт с лейблом Peaceville Records, на котором уже в ноябре 2009 вышел первый EP — Our Twilight. В марте 2010 года вышел их первый полноформатный альбом — Curse of the Red River.

## Участники группы
- Микко Котамяки — вокал
- Янне Пертилля — гитара
- Сами Юли-Сирнио — гитара
- Каспер Мортенсон — клавиши
- Олли-Пекка Лайне — бас-гитара
- Марко Тарвонен — ударные

## Дискография

### Полноформатные альбомы
- Curse of the Red River (2010)
- The Devil's Resolve (2012)
- On Lonely Towers (2015)
- A Complex Of Cages (2018)

### EP
- Our Twilight (2009)